# Smalbladig gatört
Smalbladig gatört (Hebenstretia integrifolia) är en flenörtsväxtart som beskrevs av Carl von Linné. Enligt Catalogue of Life ingår Smalbladig gatört i släktet gatörter och familjen flenörtsväxter, men enligt Dyntaxa är tillhörigheten istället släktet gatörter och familjen flenörtsväxter. Arten förekommer tillfälligt i Sverige, men reproducerar sig inte. Inga underarter finns listade i Catalogue of Life.

## Bildgalleri

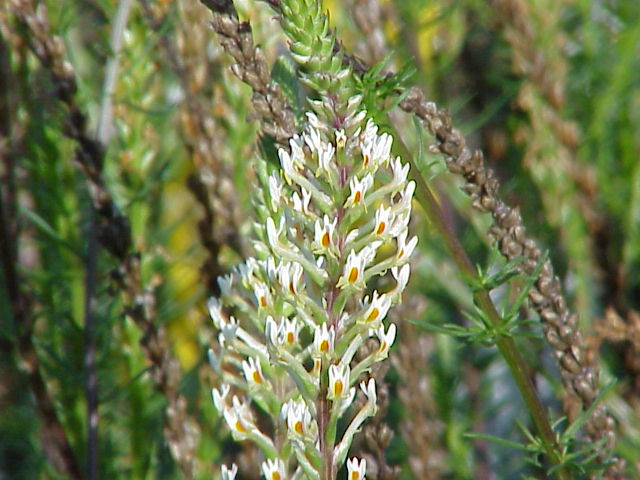
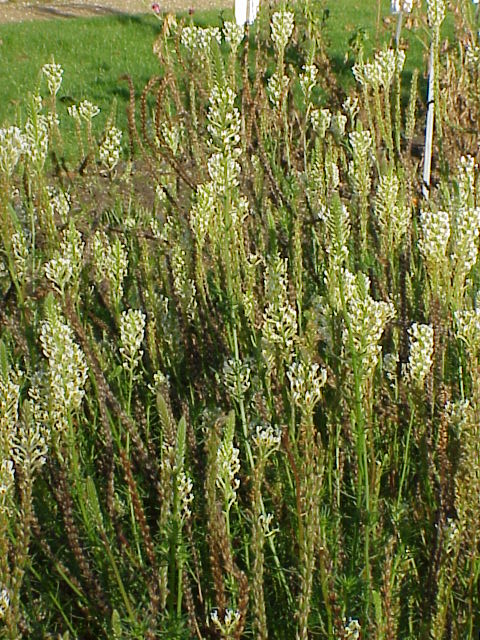